# Siegfried August Mahlmann
Siegfried August Mahlmann, född den 13 maj 1771 i Leipzig, död där den 16 december 1826, var en tysk skald.
Mahlmann redigerade 1805–16 "Zeitung für die elegante Welt" och 1810–18 "Leipziger Zeitung", vars förpaktande inbragte honom en betydande förmögenhet. Mahlmanns Gedichte (1825; 5:e upplagan 1875) utmärks av ledig och vacker språkbehandling, men har ansetts sakna djup. Många är satta i musik. Helst odlade han sällskapsvisan och den andliga sången. Hans dramatiska burlesk Marionettentheater (1806) och hans Lustspiele (1810) är ganska lyckade. Mahlmanns Sämmtliche Schriften utgavs i 8 band 1839–40 (ny upplaga 1859).